# Ronnie Bucknum
Ronald Bucknum, dit Ronnie Bucknum, né le 5 avril 1936 à Alhambra et mort le 14 avril 1992 à San Luis Obispo, est un pilote automobile américain. Il a notamment disputé 11 GP de Formule 1 entre 1964 et 1966. Il a inscrit un total de 2 points et s’est classé 14e du championnat pilote en 1965. Ronnie Bucknum doit sa renommée au fait qu’il a été le pilote qui a fait débuter les monoplaces Honda en Formule 1.

## Historique

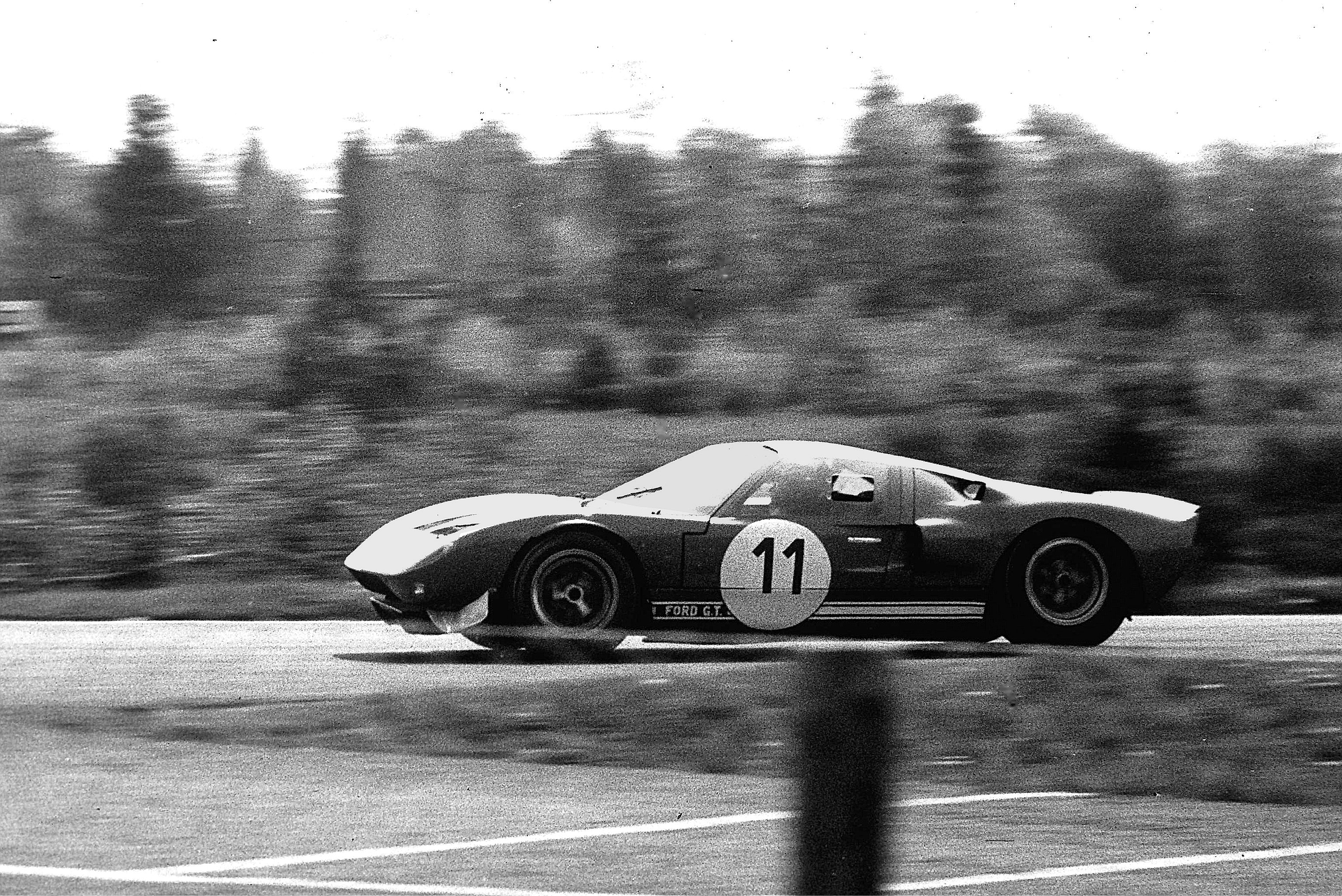
Ronnie Bucknum/Chris Amon sur Ford GT40 aux 1000 km du Nürburgring en 1965

Ronnie Bucknum commence sa carrière automobile en 1957 en catégorie sport aux États-Unis. Sur son Austin Healey, il fait montre d’un beau coup de volant en signant quarante-quatre succès et devenant champion des États-Unis en 1959, 1960, 1962 et 1964. 
En 1964, il participe aux 12 heures de Sebring sur Porsche 905 et se fait remarquer du champion du monde 1961, Phil Hill, pressenti par Honda pour développer sa première Formule 1. Faute de pouvoir compter sur des pilotes japonais trop inexpérimentés, Honda, qui souhaite conquérir le marché américain, cherche à recruter Phil Hill qui décline la proposition mais « pistonne » Bucknum qui écume toujours avec succès les épreuves américaines. L’ingénieur Nakamura déclare qu’au moins Bucknum pilotera sans réflexes conditionnés et qu'il ne fera pas d'ombre à la monoplace. Rapide, sérieux metteur au point, Bucknum illustre inconnu au niveau international qui n’a jamais conduit de monoplace, devient dès lors pilote de développement et de course Honda. Il s'acquitte de sa tâche à la satisfaction de tous chez Honda et est même félicité pour ses progrès par Jim Clark.

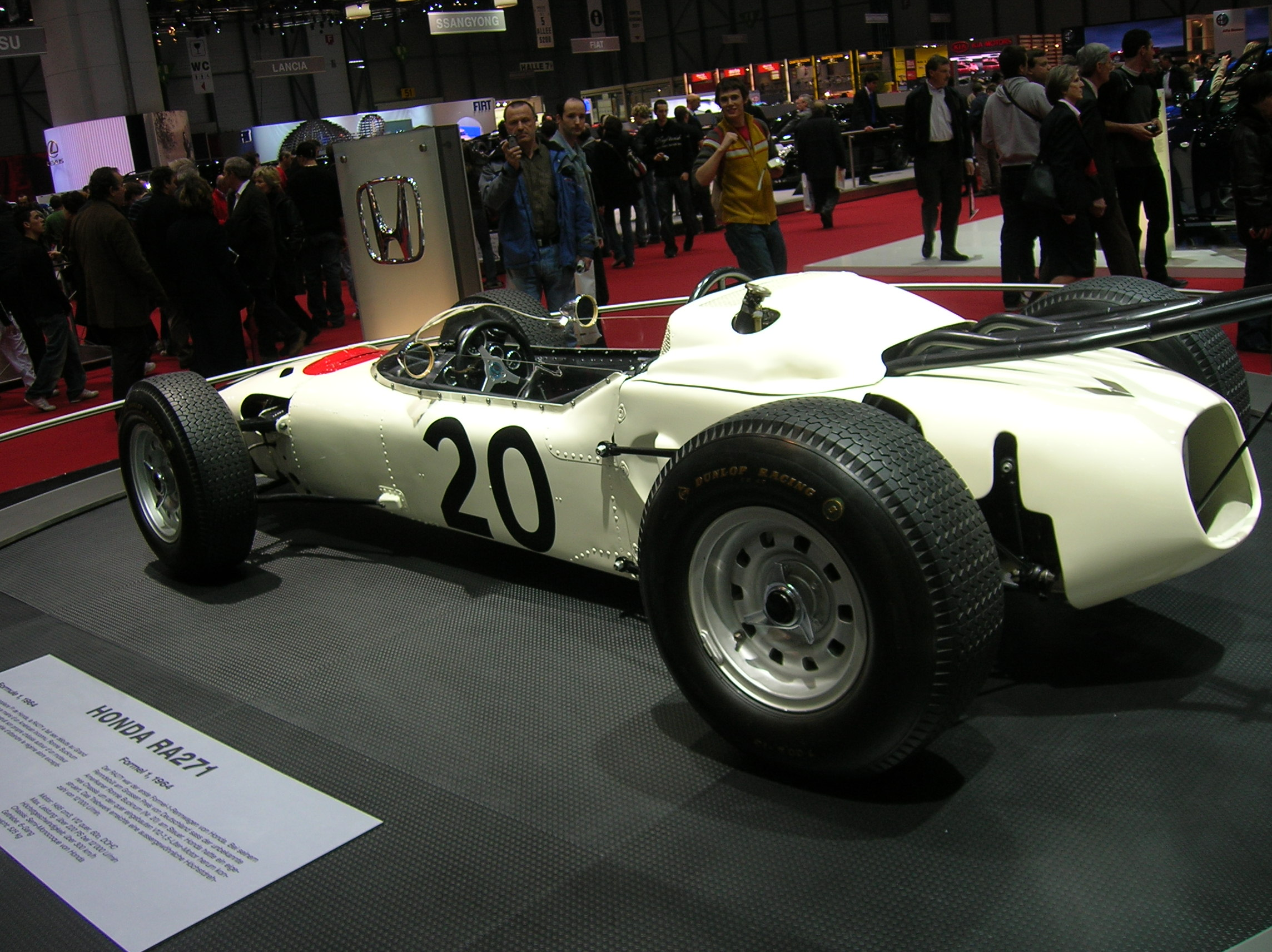
La Honda RA 271 de Ronnie Bucknum

Bucknum dispute sa première course de Formule 1 au Grand Prix d’Allemagne 1964 au volant de la RA271. Sur le Nürburgring, il est contraint à l’abandon à quatre tours de la fin à la suite d'un tête-à-queue. La RA271 est alors dotée d’une rampe d’injection en lieu et place des douze carburateurs jugés responsables de l’accident de Bucknum. Il dispute les deux derniers Grands Prix de la saison (qualifié 10e puis 14e) mais est à chaque fois contraint à l’abandon pour des raisons mécaniques.
En 1965, il est reconduit dans ses fonctions au volant de la RA723 désormais chaussée en Goodyear. Honda a décidé de lui adjoindre un coéquipier américain qui a démontré l'étendue de son talent chez Ferrari puis BRM, Richie Ginther. Bucknum se casse la jambe en essais privés d'intersaison à Suzuka et Ginther prend alors rapidement l’ascendant sur lui. Sa première saison complète s'engage plutôt mal car la monoplace est toujours en manque de fiabilité et ce n’est qu’au Grand Prix d’Italie, le 6e de la saison, que Bucknum se fait enfin remarquer en se qualifiant sixième sur la grille. Mais, là encore, une rupture mécanique le prive du drapeau à damiers. Finalement il réussit à décrocher ses premiers points (qui seront ses derniers) en Formule 1 en terminant à la 5e place du Grand Prix du Mexique. Manque de chance pour Bucknum, son résultat est totalement éclipsé par la victoire de son coéquipier Ginther, qui, par la même, offre à Honda sa première victoire en Formule 1.
En 1966, le nouveau règlement technique contraint les constructeurs à remplacer les blocs 1 500 cm3 par des 3 000 cm3. Honda, qui venait enfin de gagner avec son 1500, doit quasiment tout reprendre à zéro et concevoir un moteur répondant à la nouvelle règlementation. En attendant que Honda reprenne la compétition avec un nouveau modèle, le pilote américain retourne chez lui disputer des épreuves de voitures de sport. Il est alors recruté par Ford pour piloter la Ford GT40 MkII aux 24 heures du Mans en remplacement de A. J. Foyt blessé. Bucknum et Dick Hutcherson terminent sur le podium derrière les deux autres GT40 de Ken Miles-Denny Hulme et Bruce McLaren-Chris Amon. À la fin de la saison, lorsque Honda semble avoir finalisé la nouvelle RA 273, il est rappelé mais il s'avère que la monoplace est un cuisant échec technique. Bucknum dispute les épreuves américaines et mexicaines (qualifié 18e puis 13e) et, s’il est contraint à l’abandon aux États-Unis (transmission), il se classe à une honorable 8e place finale au Grand Prix du Mexique qui sera le dernier de sa carrière en Formule 1. En effet, Honda choisit de n'engager que la seule monoplace, dévolue à John Surtees en 1967. 
En 1967, Bucknum retourne aux États-Unis et aux épreuves de voitures de sport. Puis il se tourne vers le championnat de monoplaces USAC dans lequel il décroche sa première victoire en 1968. S’il s’essaye aussi en championnat CanAm, la réussite semble le fuir. En 1970, il est engagé par le North American Racing Team (NART) pour disputer une nouvelle fois les 24 heures du Mans sur Ferrari 512S. Qualifié en 13e position à 12 secondes de la pole de Vic Elford, Bucknum se place au 7e rang des onze Ferrari 512S engagées. Il est en neuvième position à la 9e heure de course puis remonte au classement au fil des abandons pour terminer à une brillante quatrième place, première des deux 512S rescapées. Ce beau résultat lui permet d’être engagé pour les 24 heures de Daytona qu'il termine second à un tour du vainqueur puis à nouveau aux 24 heures du Mans 1975 sur Ferrari 365 GTB/4 mais Bucknum ne prend finalement par part à la course et prend sa retraite sportive pour soigner son diabète qui l’emporte à l’âge de 57 ans, le 14 avril 1992.

## Résultats en championnat du monde de Formule 1
| Saison | Écurie            | Châssis | Moteur    | Pneus    | GP disputés | Points inscrits | Classement |
| ------ | ----------------- | ------- | --------- | -------- | ----------- | --------------- | ---------- |
| 1964   | Honda R&D Company | RA271   | Honda V12 | Dunlop   | 3           | 0               | n.c.       |
| 1965   | Honda R&D Company | RA272   | Honda V12 | Goodyear | 6           | 2               | 14e        |
| 1966   | Honda R&D Company | RA273   | Honda V12 | Goodyear | 2           | 0               | n.c.       |